# Руська (річка)
Руська — річка в Україні, у Путильському районі Чернівецької області, ліва притока Сучави (басейн Дунаю).

## Опис
Довжина річки приблизно 9 км. Формується з багатьох безіменних струмків та річки Зубринець.

## Розташування
Бере початок на південно-західних схилах гори Мегура. Тече переважно на південний схід через села Руську та Голицівку і впадає у річку Сучаву, праву притоку Серету. 
Річку перетинає автомобільна дорога Т 2609.